# Alec Gaskell
Alec Gaskell (Leigh, 30 de julio de 1932 - Cheshire, 14 de marzo de 2014) fue un futbolista británico que jugaba en la demarcación de delantero.

## Biografía
Formó parte del Manchester United FC en 1950, aunque no llegó a jugar ningún partido. Un año después, y tras fichar por el Southport FC, debutó. Jugó 44 partidos y marcó 18 goles antes de fichar por el Newcastle United FC, aunque sólo pudo jugar un encuentro. En 1954 el Mansfield Town FC se hizo con sus servicios. También jugó para el Grantham Town FC, Tranmere Rovers FC, Rhyl FC, Wigan Rovers FC, Mossley AFC y finalmente para el Winsford United FC, club en el que se retiró como futbolista en 1962.
Falleció el 14 de marzo de 2014 en su residencia de Cheshire a los 81 años de edad.

## Clubes
| Club                 | País       | Año         | Partidos | Goles |
| -------------------- | ---------- | ----------- | -------- | ----- |
| Manchester United FC | Inglaterra | 1950 - 1951 | 0        | 0     |
| Southport FC         | Inglaterra | 1951 - 1953 | 44       | 18    |
| Newcastle United FC  | Inglaterra | 1953 - 1954 | 1        | 0     |
| Mansfield Town FC    | Inglaterra | 1954 - 1956 | 42       | 17    |
| Grantham Town FC     | Inglaterra | 1956 - 1957 | 37       | 28    |
| Tranmere Rovers FC   | Inglaterra | 1957 - 1958 | 6        | 6     |
| Rhyl FC              | Gales      | 1958 - 1959 | ¿?       | ¿?    |
| Wigan Rovers FC      | Inglaterra | 1959 - 1960 | ¿?       | ¿?    |
| Mossley AFC          | Inglaterra | 1960 - 1962 | 50       | 28    |
| Winsford United FC   | Inglaterra | 1962        | ¿?       | ¿?    |